# Clodia Metelli
Pour les articles homonymes, voir Clodia (homonymie).
Clodia Metelli, née Claudia vers 95 ou 94 av. J.-C. et appelée également Clodia, est une des femmes les plus connues du Ier siècle av. J.-C.
Elle est l’une des trois filles du patricien romain Appius Claudius Pulcher. Sa mère était, soit Caecilia Metella Balearica, soit sa cousine Caecilia Metella fille de Lucius Caecilius Metellus Diadematus. Clodia était la demi-sœur, entre autres, de Publius Clodius Pulcher et d’Appius Claudius Pulcher (consul en 54 av. J.-C.), qui avaient le même père mais pas la même mère.

## Vie
Clodia s’appelait à l’origine Claudia, mais elle décide, tout comme son frère Publius Clodius Pulcher, de se ranger dans la plèbe et changea son nom suivant la prononciation populaire en supprimant la diphtongue -au- de Claudia.
Elle était mariée à Quintus Caecilius Metellus Celer, raison pour laquelle elle est également appelée Clodia Metelli,. Quintus Caecilius Mettellus Celer était son cousin germain. De leur union naquit une fille Caecilia Metella. Le mariage n’était pas heureux. Il était de notoriété publique qu’elle lui était infidèle. Les disputes entre les époux étaient fréquentes, même en public.
Elle aurait été entre autres la maîtresse du poète Catulle, lequel l’aurait immortalisée sous le nom de Lesbia dans ses poèmes.
En 59 av. J.-C., Quintus Caecilius Metellus Celer décéda dans des circonstances étranges'. Devenue veuve, Clodia eut encore plusieurs amants, notamment Marcus Caelius Rufus, un jeune compagnon de l’opposant Lucius Sergius Catilina et un ami du poète Catulle. Cette relation fut la cause d’un immense scandale. En 56 av. J.-C. après que leur relation avait pris fin, Clodia accusa publiquement Marcus Caelius Rufus de tentative d’empoisonnement. L’accusation mena à un procès. La défense de Marcus Caelius Rufus fut assurée par Cicéron. Dans son plaidoyer Pro Caelio, Cicéron accusa Clodia d’avoir empoisonné son mari, Quintus Caecilius Metellus Celer. Cicéron avait un intérêt personnel dans cette affaire. En effet, Clodius, le frère de Clodia était son plus farouche opposant politique. Cicéron accusa Clodia d’être une séductrice et une ivrogne. À Rome et à Baiae il propagea la rumeur persistante d’une relation incestueuse avec son frère Clodius.
Cicéron déclare :

« J’attaquerais (les accusateurs de Caelius) plus vigoureusement, si je n’avais pas une querelle politique avec l’époux – je veux dire le frère ; je fais toujours l’erreur – de Clodia. Actuellement je procèderai avec modération… parce que je n’avais jamais imaginé devoir me quereller avec une femme, spécialement une femme que tous les hommes considèrent comme une amie plutôt qu’une ennemie »

Selon lui, Clodia représentait une disgrâce pour sa famille et la surnomma la Médée du mont Palatin.
Le mariage de Cicéron souffrit des constants soupçons de son épouse, Terentia, d’une possible relation entre Cicéron et Clodia.
Caelius fut innocenté, à la suite de quoi on n’entendit plus parler de Clodia, et la date de son décès est incertaine. Cicéron fit référence à une Clodia en 44 av. J.-C., cependant le manque de diversité dans les prénoms féminins latins (praenomen) ne permet pas de savoir s’il s’agit de Clodia Metelle ou d’une autre.

## Identification à Lesbia
Le poète Catulle écrivit plusieurs poèmes concernant une femme infidèle qu’il aimait et qu’il nomma Lesbia. Celle-ci fut identifiée vers le milieu du IIe siècle après J.-C. par l’écrivain Lucius Apuleius (Apologia 10) comme étant Clodia. La pratique du remplacement des noms par des valeurs métriques identiques était courante dans la poésie latine.
L’identification contemporaine de Clodia Metelli comme étant Lesbia est largement basée sur sa description faite par Cicéron et acceptée comme telle malgré des interpellations occasionnelles. L’identification de Clodia à Lesbia repose principalement sur un extrait d’un poème de Cattule, la pièce 79.1-2 :

« Lesbius est beau : oui, sans doute, puisque Lesbie le préfère à toi, 
Catulle, et à toute ta famille.
Mais, tout beau qu'il est, je consens qu'il vende Catulle et toute sa famille,
si, parmi les gens qu'il connaît, il en trouve qui reçoive de lui trois baisers ! »

— Catulle
Pulcher est le mot latin pour beau (voir la première ligne de l'extrait ci-dessus), mais est également le nom du frère de Clodia, Publius Clodius Pulcher. Il s’agit du seul poème de Catulle dans lequel un personnage masculin est appelé Lesbius et Lesbia est citée à proximité. Les accusations d'inceste entre Clodia et Clodius figurent ici à nouveau comme dans le texte de Cicéron. En lisant Publius Clodius Pulcher au lieu de Lesbius dans le poème cela peut sembler un jeu de mots sur le nom, mais rappelle également une des attaques politiques de Cicéron à l’encontre de Publius Clodius Pulcher.

## Clodia dans la culture populaire

### Littérature
- Clodia apparaît dans plusieurs romans de la série Les Mystères de Rome, de Steven Saylor.
- Clodia joue un rôle important dans plusieurs ouvrages de la série de romans historiques SPQR de John Maddox Roberts
- Clodia joue un rôle significatif dans le roman Conspirata de Robert Harris, le second ouvrage d’une trilogie au sujet de la vie de Cicéron
- Clodia est le personnage principal du roman Clodia de Robert DeMaria
- Clodia figure dans le roman Les Ides de Mars (The Ides of March) de Thornton Wilder, 1948. Le livre raconte les événements ayant mené à l’assassinat de Jules César. L’auteur y décrit les relations entre Clodia et Catulle
- Clodia et Catulle sont les personnages principaux du roman Counting the Stars d’Helen Dunmore, 2008.

### Art contemporain
- Clodia figure parmi les 1 038 femmes référencées dans l'œuvre d’art contemporain The Dinner Party (1979) de Judy Chicago. Son nom y est associé à Hypatie[9],[10].